# 10号州际公路德克萨斯州段
10号州际公路（英語：Interstate 10, I-10）德克萨斯州段全长877.455英里。